# Ла-Лус (Нью-Мексико)
Ла-Лус (англ. La Luz) — переписна місцевість (CDP) в США, в окрузі Отеро штату Нью-Мексико. Населення — 1578 осіб (2020).

## Географія
Ла-Лус розташована за координатами 32°58′18″ пн. ш. 105°56′23″ зх. д. / 32.97167° пн. ш. 105.93972° зх. д. (32.971633, -105.939658).  За даними Бюро перепису населення США в 2010 році переписна місцевість мала площу 27,77 км², з яких 27,70 км² — суходіл та 0,07 км² — водойми.

## Демографія
Згідно з переписом 2010 року, у переписній місцевості мешкало 1697 осіб у 708 домогосподарствах у складі 488 родин. Густота населення становила 61 особа/км².  Було 821 помешкання (30/км²).
Расовий склад населення:
| - 87,1 % — білих - 1,4 % — корінних американців - 1,0 % — азіатів - 0,5 % — чорних або афроамериканців - 7,3 % — осіб інших рас |

До двох чи більше рас належало 2,8 %. Частка іспаномовних становила 34,2 % від усіх жителів.
За віковим діапазоном населення розподілялося таким чином: 23,7 % — особи молодші 18 років, 59,1 % — особи у віці 18—64 років, 17,2 % — особи у віці 65 років та старші. Медіана віку мешканця становила 43,5 року. На 100 осіб жіночої статі у переписній місцевості припадало 94,8 чоловіків;  на 100 жінок у віці від 18 років та старших — 96,2 чоловіків також старших 18 років.
Середній дохід на одне домашнє господарство  становив 57 557 доларів США (медіана — 42 917), а середній дохід на одну сім'ю — 64 607 доларів (медіана — 54 901). За межею бідності перебувало 19,0 % осіб, у тому числі 21,6 % дітей у віці до 18 років та 18,9 % осіб у віці 65 років та старших.
Цивільне працевлаштоване населення становило 815 осіб. Основні галузі зайнятості: освіта, охорона здоров'я та соціальна допомога — 27,7 %, публічна адміністрація — 13,9 %, науковці, спеціалісти, менеджери — 12,1 %, мистецтво, розваги та відпочинок — 11,2 %.